# Херсонська дирекція залізничних перевезень
Херсонська дирекція залізничних перевезень — колишня дирекція Одеської залізниці. Дирекція обслуговувала більшу частину Херсонської та Миколаївської областей та незначні ділянки сусідніх областей. На території дирекції проживає приблизно 2,5 млн осіб.
У 2018 році об'єднана з Одеською дирекцією.

## Залізниці
Серед усіх залізничних дирекцій України, Херсонська дирекція Одеської залізниці за відсталістю поступається лише Івано-Франківській дирекцій Львівської залізниці. Дирекція не має жодної електрифікованої лінії. 
Кількість двоколійних шляхів ще у середині 2000-х років була фактично зведена до нуля.
Нині частина лінії Долинська — Миколаїв вже є двоколійною (ділянки Згода — Новоданилівка, Новий Буг — Новополтавка, Грейгове — Миколаїв, загалом 56 км зі 148 км).
Ситуацію мала змінити запланована електрифікація та реконструкція лінії Долинська — Миколаїв — Херсон — Джанкой та Миколаїв — Колосівка, яку планувалося здійснити впродовж 2012—2016 років. Лінія Долинська — Миколаїв мала перетворитися на двоколійну у повному обсязі (зараз двоколійні ділянки є лише на деяких перегонах). Тоді через анексію Криму та початок війни на Сході України проєкт було відкладено на невизначений час. Проте вже у грудні 2016 року Європейським банком було виділено кошти на електрифікацію лінії Долинська — Миколаїв — Колосівка. Запланована не лише електрифікація, а й будівництво другої колії та модернізація систем сигналізації. Завершити роботи планується до 2022 року.
Дирекції має всього три залізничні лінії (виділені ті станції, що розташовані на території дирекції):
- Одеса — Колосівка — Миколаїв — Снігурівка — Каховка — Федорівка — Верхній Токмак II — Комиш-Зоря — Волноваха (346 км в межах дирекції);
- Знам'янка — Долинська — Миколаїв — Херсон — Джанкой — Керч (306 км в межах дирекції);
- Харків — Красноград — Новомосковськ-Дніпровський — Дніпро — Апостолове —

Снігурівка — Херсон (143 км в межах дирекції).

## Межі дирекції
Межує з такими дирекціями:
| Дирекція    | Залізниця      | Кількість з'єднань | Ділянки з'єднання       | Магістральна лінія   |
| ----------- | -------------- | ------------------ | ----------------------- | -------------------- |
| Запорізька  | Придніпровська | 1                  | Каховка — Нововесела    | Одеса — Донбас       |
| Кримська    | Придніпровська | 1                  | Херсон — Джанкой        | Одеса — Крим         |
| Одеська     | Одеська        | 1                  | Миколаїв — Колосівка    | Донбас — Одеса       |
| Знам'янська | Одеська        | 1                  | Миколаїв — Долинська    | Миколаїв — Знам'янка |
| Криворізька | Придніпровська | 1                  | Снігурівка — Апостолове | Херсон — Харків      |

## Станції
Центр дирекції розташований у місті Херсон, але найбільшим містом на території дирекції є Миколаїв. Серед інших важливих станцій слід зазначити станцію Снігурівка.
| Основні станції Херсонської дирекції залізничних перевезень |      |                |
| Станція                                                     | Фото | Рік заснування |
| Херсон                                                      |      | 1907           |
| Миколаїв-Пасажирський                                       |      | 1908           |
| Миколаїв-Вантажний                                          |      | 1873           |
| Вадим                                                       |      | 1944           |
| Каховка                                                     |      | 1956           |
| Олешки                                                      |      | 1944           |
| Снігурівка                                                  |      | 1911           |
| Сірогози                                                    |      | 1956           |